# A viso coperto
A viso coperto è un romanzo di Riccardo Gazzaniga pubblicato da Stile Libero (Einaudi) nel 2013.
Il libro ha vinto la XXV edizione del Premio Italo Calvino, dedicato agli autori esordienti, con la seguente motivazione:
La Giuria decide di assegnare il premio al romanzo A viso coperto di Riccardo Gazzaniga per la capacità di coinvolgere il lettore facendolo penetrare negli universi paralleli, e poco noti, delle forze dell'ordine e degli ultrà, illustrandoli con una complessa macchina narrativa caratterizzata dalla molteplicità di punti di vista e da una scrittura asciutta e scorrevole adeguata alla materia, non rifuggendo, coraggiosamente, dal mostrare luci e ombre di entrambi gli universi.
L'immagine di copertina è tratta da una foto del fotografo cileno Pablo Rojas Madariaga, scattata durante una manifestazione studentesca a Santiago del Cile dell'agosto 2011.
Nel luglio 2013 A viso coperto è stato selezionato come libro del mese di Fahrenheit (programma radiofonico) di Rai Radio 3, trasmissione dedicata al mondo dei libri.
Nell'ottobre 2013 A viso coperto si è aggiudicato il XXVII Premio letterario Massarosa per la migliore opera prima.

## Trama
Un gruppo di tifosi del Genoa, stanchi di quelle che considerano vessazioni da parte dello Stato - come ad esempio la Tessera del tifoso e altri provvedimenti restrittivi disposti anche in seguito alla morte dell'ispettore capo Filippo Raciti - decide di organizzarsi in una nuova compagine denominata "Facce coperte". 
Durante il tentativo di introdurre uno striscione non autorizzato dentro lo Stadio Luigi Ferraris (Marassi) di Genova, uno di loro rimane gravemente ferito dalla manganellata di un agente che tentava di impedirglielo. 
L'episodio scatenerà tragiche conseguenze nelle vite degli ultras e dei poliziotti del Reparto mobile di Genova: tutti dovranno fare i conti con se stessi e i gruppi a cui appartengono, scegliendo tra eterna adolescenza e vita adulta, giustizia e omertà, lealtà e tradimento.

## Critica
- In una Genova di raggelante solitudine, carica di funesti ricordi (i giorni del G8 2001) e di ancor più cupi presagi, due clan - le "Facce Coperte", scheggia impazzita del tifo genoano, e gli uomini in divisa del Reparto Mobile, la Celere - si affrontano ferocemente fino ad un drammatico epilogo, specchiandosi nelle loro "somiglianze". (Carlo Bonini, la Repubblica)[5]
- Gazzaniga imbastisce un romanzo urbano che si dipana in tante direzioni quante sono le storie dei numerosi personaggi che si intrecciano nelle oltre 500 pagine che lo compongono. Le vite comuni di chi si nasconde dietro una sciarpa di una squadra di calcio o una visiera di un casco d'ordinanza, inquadrate in montaggio alternato, si rincorrono e si sfiorano, fin quasi a sovrapporsi. (Antonio Demontis, Critica letteraria)[6]
- Riccardo Gazzaniga [...] conosce gli ultrà per esserseli trovati di fronte in mezzo al fumo dei lacrimogeni nelle vie di Genova e i celerini perché stava e sta da quella parte della barricata, di stanza nella caserma più tristemente famosa d'Italia, Bolzaneto. Su di loro, sui ragazzi che al momento di menare si coprono la faccia con sciarpe e fazzoletti e su quelli che ci calano sopra una visiera di plexiglas, ha scritto un libro bellissimo e tragico, tosto come una manganellata dritta alla bocca dello stomaco, onesto sino alla spietatezza. Le guardie e gli ultrà condividono più di quanto non piacerebbe ammettere né agli uni né agli altri. (Andrea Colombo, il manifesto)[7]